# Atentado de 1993 ao World Trade Center
O atentado de 1993 contra o World Trade Center foi um ataque terrorista ao World Trade Center, realizado em 26 de fevereiro de 1993, quando um caminhão-bomba detonou abaixo da Torre Norte do World Trade Center, em Nova York. Os 1 336 lb (606 kg) de nitrato de ureia — dispositivo de gás de hidrogênio alterado foi preparado para derrubar a torre do Norte (Torre 1) sobre a torre do Sul (torre 2), derrubando as duas torres e matando dezenas de milhares de pessoas. Não conseguiu, mas matou seis pessoas e feriu mais de mil.
O ataque foi planejado por um grupo de terroristas, incluindo Ramzi Yousef, Mahmud Abouhalima, Mohammad Salameh, Nidal Ayyad, Abdul Rahman Yasin e Ahmed Ajaj. Eles receberam financiamento de Khalid Sheikh Mohammed, tio de Yousef. Em março de 1994, quatro homens foram condenados por realizar o bombardeio: Abouhalima, Ajaj, Ayyad e Salameh. As acusações incluíam conspiração, destruição explosiva de propriedades e transporte interestadual de explosivos. Em novembro de 1997, mais dois foram condenados: Ramzi Yousef, o cérebro por trás dos atentados e Eyad Ismoil, que dirigia o caminhão que transportava a bomba.

## Planejamento e organização
Ramzi Yousef, que nasceu como Abdul Basit Mahmoud Abdul Karim no Kuwait, passou um tempo em um campo de treinamento da Al-Qaeda no Afeganistão, antes de começar a planejar um ataque a bomba dentro dos Estados Unidos em 1991. O tio de Yousef, Khalid Shaikh Mohammed Ali Fadden, que mais tarde foi considerado o principal arquiteto dos ataques de 11 de setembro, deu conselhos e dicas por telefone e financiou seu co-conspirador Mohammed Salameh com uma transferência eletrônica de US$ 660.
Yousef chegou ilegalmente nos Estados Unidos em 1 de setembro de 1992, viajando com o paquistanês Ahmed Ajaj, embora ambos estivessem separados no voo e agissem como se estivessem viajando separadamente. Ajaj tentou entrar com um passaporte sueco falsificado, e, portanto, levantou suspeitas entre os funcionários do INS no Aeroporto Internacional John F. Kennedy. Quando os funcionários colocaram Ajaj em uma inspeção secundária, eles descobriram instruções de fabricação de bombas e outros materiais em sua bagagem, e o prenderam. O nome Abu Barra, um pseudônimo de Mohammed Jamal Khalifa, apareceu nos manuais. Yousef tentou entrar com um falso passaporte iraquiano, reivindicando asilo político. Yousef foi autorizado a entrar nos Estados Unidos e recebeu uma data de audiência.
Yousef estabeleceu residência em Jersey City, Nova Jersey, viajou por Nova York e Nova Jersey e contatou o xeque Omar Abdel Rahman, um polêmico clérigo muçulmano cego, via celular. Depois de ser apresentado a seus co-conspiradores por Abdel Rahman na mesquita de Al-Farooq, no Brooklyn, Yousef começou a montar o dispositivo de nitrato de ureia - 680 kg de gás de hidrogênio para ser levado ao WTC. Ele encomendou produtos químicos de seu quarto de hospital quando ficou ferido em um acidente de carro - um dos três acidentes causados por Salameh no final de 1992 e no início de 1993.
El Sayyid Nosair, um dos homens do xeque cego, foi preso em 1991 pelo assassinato do rabino Meir Kahane. Segundo os promotores, "o Vermelho" Mahmud Abouhalima, também condenado no bombardeio, disse a Wadih el Hage para comprar um revólver calibre .357 usado por Nosair no assassinato de Kahane. No primeiro julgamento no Tribunal Criminal de Nova York, Nosair foi absolvido de assassinato, mas condenado por acusações de porte de arma (em um processo relacionado e de acompanhamento na Justiça Federal, ele foi condenado). Dezenas de manuais em árabe e documentos relacionados com planos terroristas de fabricação de bombas foram encontrados no apartamento de Nova Jersey de Nosair, junto com manuais do John F. Kennedy Special Warfare Center em Fort Bragg, Carolina do Norte, memorandos secretos ligados à Joint Chiefs of Staff, e 1 440 cartuchos de munição.

## Ataque
Na sexta-feira, 26 de fevereiro de 1993, Ramzi Yousef e um amigo jordaniano, Eyad Ismoil, dirigiram uma van amarela da Ryder para Lower Manhattan e estacionaram na garagem pública sob o World Trade Center por volta do meio-dia. Eles estacionaram no nível B-2 subterrâneo. Yousef acendeu o fusível de 20 pés e fugiu. Doze minutos depois, às 12h17min37, a bomba explodiu na garagem subterrânea, gerando uma pressão estimada de 150 000 psi. A bomba abriu um buraco de 30 m (98 pés) de largura através de quatro subníveis de concreto. A velocidade de detonação dessa bomba foi de cerca de 15 000 pés /s (4,5 km /s). Notícias iniciais indicaram que um dos principais transformadores poderia ter explodido, antes de ficar claro que uma bomba explodiu no porão.
A bomba cortou instantaneamente a principal linha de energia elétrica do World Trade Center, nocauteando o sistema de iluminação de emergência. A bomba fez com que a fumaça subisse até o 93º andar de ambas as torres, incluindo as escadas que não eram pressurizadas, e a fumaça subiu pelos elevadores danificados nas Torres 1 & 2 do World Trade Center. Com a fumaça espessa enchendo as escadas, a evacuação foi difícil para os ocupantes do edifício e levou a muitos ferimentos por inalação de fumaça. Centenas de pessoas ficaram presas nos elevadores das torres quando a energia foi cortada, incluindo um grupo de 17 crianças do jardim da infância, a caminho do convés de observação da Torre Sul, que ficaram presos entre os andares 35 e 36 por cinco horas.
Também como resultado da perda de energia, a maioria das estações de rádio e televisão de Nova York perderam seu sinal de transmissão por quase uma semana, com estações de televisão sendo capazes de transmitir via cabo e satélite através de uma conexão de micro-ondas entre três das maiores empresas de TV a cabo da região de Nova York, a Cablevision, a Comcast e a Time Warner Cable. O serviço telefônico de grande parte da Baixa Manhattan também foi interrompido.
Seis pessoas morreram, cinco funcionários da Autoridade Portuária e um empresário cujo carro estava na garagem. Além disso, 1 042 pessoas ficaram feridas, a maioria durante a evacuação que se seguiu à explosão. Um relatório da Administração de Bombeiros dos EUA afirma que, "Entre as dezenas de pessoas que fugiram para os telhados das torres, 28 com problemas médicos foram levados por helicópteros da polícia de Nova York". Sabe-se que 15 pessoas sofreram lesões traumáticas da explosão e 20 reclamaram de problemas cardíacos. Um bombeiro foi hospitalizado, enquanto outros 87, além de 35 policiais e um trabalhador da EMS também ficaram feridos ao lidar com os incêndios e outras consequências.
O plano era que, se o caminhão-bomba estivesse estacionado no lugar certo, a Torre Norte cairia sobre a Torre Sul, derrubando os dois prédios. No entanto, a torre não entrou em colapso, de acordo com o plano de Yousef, mas a garagem foi severamente danificada na explosão. No entanto, se a van estivesse estacionada mais perto das fundações de concreto do WTC, o plano de Yousef poderia ter sido bem-sucedido. Ele escapou para o Paquistão horas após o bombardeio.

## Consequência

### Vítimas
O atentado matou as seguintes seis vítimas:
- John DiGiovanni, 45 anos, vendedor de produtos odontológicos;
- Robert "Bob" Kirkpatrick, 61 anos, Supervisor Sênior de Manutenção Estrutural;
- Stephen Knapp, 47 anos, Supervisor Chefe de Manutenção, Seção Mecânica;
- Bill Macko, 57 anos, Supervisor Geral de Manutenção, Seção Mecânica;
- Wilfredo Mercado, 37 anos, agente de recepção no restaurante Windows on the World;
- Monica Rodriguez Smith, 35 anos, uma secretária que estava grávida de sete meses.

Na época do bombardeio, Smith estava checando as folhas de registro em seu escritório no nível B-2, Kirkpatrick, Knapp e Macko estavam almoçando juntos na sala de descanso de um funcionário ao lado do escritório de Smith, Mercado estava checando as entregas do restaurante e DiGiovanni estava estacionando na garagem subterrânea.

### Fonte Memorial
Uma fonte memorial em granito homenageando as vítimas do atentado foi projetada por Elyn Zimmerman e dedicada em 1995 a Austin J. Tobin Plaza, diretamente acima do local da explosão. Continha os nomes dos seis adultos que foram mortos no ataque, bem como uma inscrição que dizia:
"Em 26 de fevereiro de 1993, uma bomba colocada por terroristas explodiu abaixo deste local. Este horrível ato de violência matou pessoas inocentes, feriu milhares e fez vítimas todos nós."
A fonte foi destruída com o resto do World Trade Center durante os ataques de 11 de setembro. Um fragmento recuperado do memorial do atentado de 1993 com o texto "John D", da vítima do bombardeio John DiGiovanni, foi mais tarde incorporado a um memorial temporário projetado pela arquiteta Jacqueline Hanley, e erguido no lado da Liberty Street. O memorial era visível através de uma barreira de cerca, mas não estava aberto ao público.
No Memorial do 11 de Setembro, inaugurado no décimo aniversário dos ataques de 2001, as seis vítimas adultas do atentado de 1993 são lembradas no North Pool, no Painel N-73. O fragmento recuperado da fonte memorial está em exibição entre outros artefatos relacionados ao bombardeio dentro da exposição histórica do museu.
O nome de Stephen Knapp está no Memorial dos Cartões Postais em Staten Island, como a única vítima do bairro envolvido no bombardeio.

## Responsabilidade legal
As vítimas dos atentados de 1993 contra o World Trade Center processaram a Autoridade Portuária de Nova York e Nova Jersey por danos. Uma decisão foi proferida em 2005, atribuindo a responsabilidade pelos atentados à Autoridade Portuária. A decisão declarou que a agência era 68 por cento responsável pelo bombardeio, e os terroristas tinham apenas 32 por cento da responsabilidade. Em janeiro de 2008, a Autoridade Portuária pediu a um painel de cinco juízes da Divisão de Apelação da Suprema Corte do Estado de Nova York, em Manhattan, que descartasse a decisão, descrevendo o veredicto do júri como "bizarro". Em 29 de abril de 2008, um Tribunal de Apelações do Estado de Nova York confirmou por unanimidade o veredicto do júri. Sob a lei de Nova York, uma vez que um réu é mais de 50 por cento culpado, ele/ela pode ser considerado totalmente financeiramente responsável. Em 22 de setembro de 2011, o Tribunal de Apelações de Nova York, em uma decisão de quatro a três, excluiu a Autoridade Portuária de reivindicações de negligência relacionadas ao atentado de 1993.
Argumentou-se que o problema com a repartição de responsabilidade no caso não é o veredicto do júri, mas sim a lei de repartição do estado, produzida por uma defeituosa reforma de Nova Iorque. Tradicionalmente, os tribunais não comparam a falta intencional e negligente. The Restatement Third of Torts: O rateio de responsabilidade recomenda uma regra para impedir que os júris tenham que fazer comparações como a comparação terrorista-autoridade portuária neste caso. No entanto, se uma jurisdição comparar esses delitos intencionais e negligentes, a segunda melhor posição dos tribunais é fazer o que o Tribunal de Apelação do NYS fez — manter todas as repartições de júri, mesmo aquelas que atribuem uma responsabilidade maior ou talvez muito maior a negligência do que partes intencionais.